# Cumann na nGaedheal (1900-1907)
Pour les articles homonymes, voir Cumann na nGaedheal.
Cumann na nGaedheal (prononciation irlandaise: [ˈkʊmən nə ˈŋeːl̪ˠ]; "Société des Gaels"), était une organisation politique fondée en 1900 par Arthur Griffith et William Rooney. Griffith avait écrit un article dans le journal United Irishman en mars 1900, dans lequel il préconisait la création d'une association regroupant les groupes nationalistes disparates de l'époque. Le résultat fut la formation de Cumann na nGaedheal en septembre de la même année.
En octobre 1900, Inghinidhe na hÉireann décida de s’affilier au parti et obtint donc une représentation au conseil de direction du parti.
Griffith a présenté sa proposition d'abstention des députés irlandais du parlement de Westminster lors de la convention de Cumann na nGaedheal de 1902.
En 1907, il fusionna avec les clubs Dungannon et le Conseil national pour former le Sinn Féin initial.